# Mariam Kromah
Mariam Kromah (* 1. Januar 1994 in Monrovia) ist eine ehemalige liberianische Leichtathletin, die sich auf den Sprint spezialisiert hat.

## Sportliche Laufbahn
Erste internationale Erfahrungen sammelte Mariam Kromah, die in Fort Worth in Texas aufwuchs und an der University of Southern Mississippi in den Vereinigten Staaten studierte, im Jahr 2016, als sie dank einer Wildcard im 400-Meter-Lauf an den Olympischen Sommerspielen in Rio de Janeiro teilnahm und dort mit 52,79 s in der ersten Runde ausschied. Im Jahr darauf beendete sie dann ihre aktive sportliche Karriere im Alter von 23 Jahren.

## Persönliche Bestleistungen
- 200 Meter: 23,39 s (+1,0 m/s), 15. Mai 2016 in Murfreesboro
- 400 Meter: 52,11 s, 15. Mai 2016 in Murfreesboro
  - 400 Meter (Halle): 53,51 s, 25. Februar 2016 in Birmingham